# Kerman (Kalifornia)
Kerman – miasto w Stanach Zjednoczonych, w stanie Kalifornia, w hrabstwie Fresno. Według spisu ludności przeprowadzonego przez United States Census Bureau w roku 2010, w Kerman mieszka 13 544 mieszkańców.